# Kosmologia
Kosmologia (z gr. kósmos: porządek, wszechświat oraz lógos: słowo, nauka) – pierwotnie dział filozofii rozpatrujący świat materialny w świetle jego ostatecznych przyczyn. 
Termin ten został wprowadzony przez Christiana Wolffa, jednak stał się potem rzadko stosowany, gdyż został wyparty przez zbliżony znaczeniem „filozofia przyrody”. Kosmologia zaczęła oznaczać głównie naukę empiryczną poszukującą odpowiedzi na pytanie o strukturę i ewolucję Wszechświata. Natomiast pochodzenie Wszechświata, choć bywa przedstawiane jako ściśle związane z kosmologią, jest obszarem zainteresowania kosmogonii, a nie kosmologii.
Przed powstaniem nowożytnych nauk przyrodniczych, przy wyjaśnianiu zasad rządzących Wszechświatem łączono kwestie jego strony fizycznej z problemami natury metafizycznej (kosmologia religijna). Powstanie ogólnej teorii względności dało podstawę do tworzenia fizycznych modeli Wszechświata, a co za tym idzie do powstania kosmologii fizycznej, obejmującej kosmologię obserwacyjną i kosmologię teoretyczną .
Synonimem kosmologii była kosmografia, która oprócz informacji astronomicznych obejmowała też niektóre z innych nauk przyrodniczych, zwłaszcza nauk o Ziemi. Termin ten oznaczał także podręcznik opisujący ten dział wiedzy.

## Literatura dodatkowa
- Michał Heller: Ewolucja kosmosu i kosmologii. Państwowe Wydawnictwo Naukowe, 1985. ISBN 83-01-04618-X.
- Andrew Liddle: Wprowadzenie do kosmologii współczesnej. Prószyński i S-ka, 2000. ISBN 83-7255-114-6.